# Димитър Иванов (политик, р. 1980)
Вижте пояснителната страница за други значения на Димитър Иванов.
Димитър Ангелов Иванов е български политик и икономист от ГЕРБ. Народен представител от ГЕРБ в XLII, XLVI, XLVII и XLVIII народно събрание. При управлението на ГЕРБ е бил три пъти областен управител на област Ямбол.

## Биография
Димитър Иванов е роден на 10 юли 1980 г. в град Ямбол, Народна република България. Завършва Математическа гимназия „Атанас Радев“ в родния си град (1994 – 1999), след което специалност „Икономика на търговията“ (2000 – 2006) в Университета за национално и световно стопанство в София. В периода от 2004 до 2009 г. е управител на търговска фирма.